# 13777 Cielobuio
13777 Cielobuio (1998 UV6) là một tiểu hành tinh vành đai chính được phát hiện ngày 20 tháng 10 năm 1998 bởi M. Cavagna và A. Testa ở Sormano.
Nó được đặt theo tên của CieloBuio, an Italian association that promotes studies, technical solutions, laws và regulations to protect the darkness of the night sky.